# 吴汝纶
吴汝纶（1840年—1903年），字挚甫，一作挚父，清朝安徽桐城（今属枞阳会宫乡）人。是近代文学家、教育家，也是桐城派后期作家。

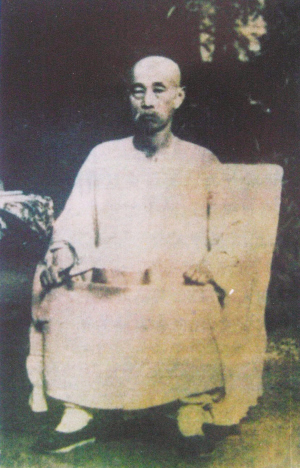

## 生平
同治四年（1865年）乙丑科進士。曾入曾国藩、李鸿章幕府，并担任过直隶深州、冀州（今均属河北）知州。并在两州开办书院，亲自讲授。后辭官，擔任保定蓮池書院山長，弟子有清末状元刘春霖、进士尚秉和、高步瀛等。光緒二十八年（1902年），吏部尚書兼京師大學堂管學大臣張百熙跪請其出任學堂總教習，汝綸提出先赴日本考察，因留学生事件发生矛盾，归国后回鄉辦學，不久病卒。
光绪二十八年（1902年），吴汝纶在家乡桐城创办桐城小学堂，又名桐城学堂，并亲笔题写校训“勉成国器”。1952年，学堂改名为安徽省桐城中学。

## 逸闻
吴汝纶笃信西医，对中医则极端抵斥不遗余力，其见于尺牍等记载参见徐一士的《一士类稿》「吴汝纶论医」一条。

## 延伸阅读
[在维基数据编辑]
 《清史稿/卷486》，出自趙爾巽《清史稿》
 在维基共享资源阅览影像